# İlhan Küçük

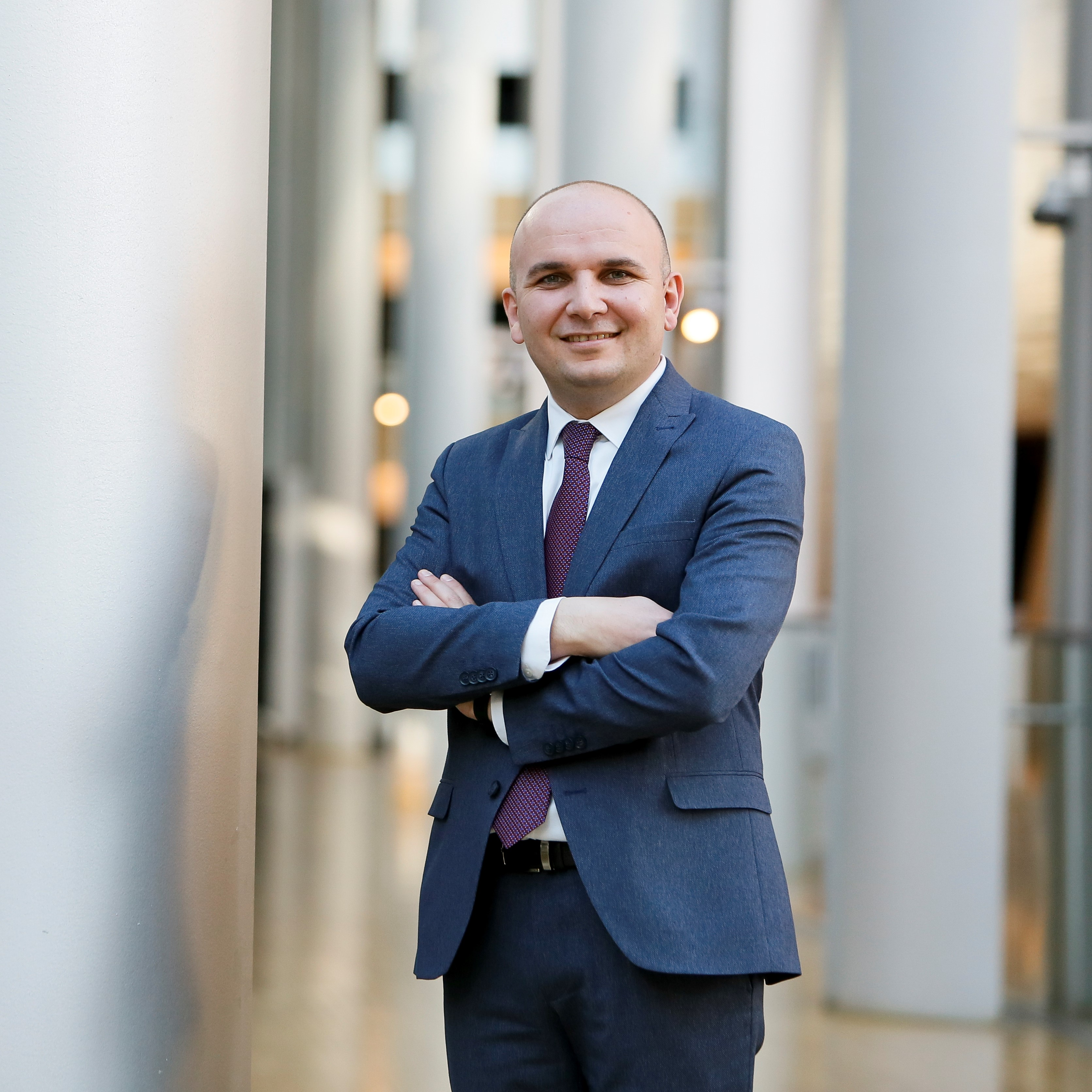
İlhan Küçük, 2020

İlhan Küçük (bulgarisch Илхан Кючюк Ilchan Kjutschjuk; * 16. September 1985 in Sewliewo, Oblast Gabrowo) ist ein bulgarischer Politiker der Bewegung für Rechte und Freiheiten. Er ist seit 2014 Mitglied des Europäischen Parlaments und seit Juni 2022 Ko-Vorsitzender der Allianz der Liberalen und Demokraten für Europa (ALDE). 

## Leben
Küçük gehört der türkischen Volksgruppe in Bulgarien an. Er studierte an der Universität Weliko Tarnowo zunächst Politikwissenschaften (2004–08), dann Jura (2008–14). Seine politische Karriere begann er im Jugendverband der Bewegung für Rechte und Freiheiten (Dwischenie sa Prawa i Swobodi; DPS), die die Interessen der türkischen Minderheit in Bulgarien vertritt. Er wurde 2009 Mitglied des zentralen Exekutivausschusses und 2012 Vorsitzender des Jugendverbandes.
Bei der Europawahl 2014 wurde Küçük als Abgeordneter in das Europäische Parlament gewählt. Dort schloss er sich der liberalen ALDE-Fraktion an. Er ist Mitglied im Ausschuss für auswärtige Angelegenheiten. In der Legislaturperiode 2014–2019 war er zudem Delegierter für die Beziehungen zu den Maghreb-Ländern und der Union des Arabischen Maghreb. Seit 2019 ist Küçük stellvertretender Vorsitzender der Delegation im Gemischten Parlamentarischen Ausschuss EU-Türkei.
Im Juni 2022 wurde Küçük neben Timmy Dooley aus Irland zum Ko-Vorsitzenden der Allianz der Liberalen und Demokraten für Europa (ALDE) gewählt. Diese Position behielt er bis Oktober 2024, als beide Ko-Vorsitzende von Svenja Hahn abgelöst wurden.